# 溝口三郎 (美術史家)
溝口 三郎（みぞぐち さぶろう、1896年（明治29年）8月10日 - 1973年（昭和48年）1月1日）は、日本の美術史家、漆工研究家、漆芸家。東京国立博物館工芸課長。

## 経歴
東京府で伯爵・溝口直正の八男として生まれ、叔父・溝口武五郎の養子となる。1916年（大正5年）東京美術学校漆工科本科を卒業し、同研究科に進み漆芸史の研究を行い1921年（大正10年）に修了した。
舞台美術家として築地小劇場に参加した。その後、漆工品の修理・模造を担い、国宝の扇散蒔絵手箱、籬菊蒔絵硯箱、舟橋蒔絵硯箱の模造で知られた。
1928年（昭和3年）東京帝室博物館（現東京国立博物館）嘱託となり、戦後も引き続いて勤務し漆工史の研究を行った。1953年（昭和28年）から1961（昭和36年）まで工芸課長に在任し、その後、調査員となる。1959年（昭和34年）東京芸術大学講師となった。1962年（昭和36年）に東京国立博物館を退職し、その後、ホテルの室内装飾を担った。

## 著作
- 編『文様』〈日本の美術〉至文堂、1968年。
- 岡田譲との共著『漆芸』〈日本美術体系〉講談社、1961年。
- 荒川浩和との共編『根来』熱海美術館、1966年。

## 親族
- 長兄 溝口直亮（貴族院伯爵議員・陸軍少将）[2]